# Peter Suswam
Peter Terna Suswam (ur. 5 września 1991 w Konshishy) – nigeryjski piłkarz występujący na pozycji obrońcy. Były reprezentant Nigerii w piłce nożnej. Wychowanek Hearts of Abuja, w swojej karierze reprezentował także barwy Wikki Tourists, Lobi Stars, Vitórii Setúbal oraz FK Kukësi. Obecny zawodnik Victorii Ostrezszów.